# Jarwal
Jarwal es una pueblo y nagar Panchayat situada en el distrito de Bahraich en el estado de Uttar Pradesh (India). Su población es de 19289 habitantes (2011). 

## Demografía
Según el  censo de 2011 la población de Jarwal era de 19289 habitantes, de los que el 52,54% eran hombres y el 47,46% mujeres. Jarwal tiene una tasa media de alfabetización del 49,83%, inferior a la media nacional del 67,68%: la alfabetización masculina es del 55,09%, y la alfabetización femenina del 43,94%.